# Bawaka Mabele
Bawaka Mabele (Kinshasa, 9 de junho de 1988) é um futebolista profissional congolês que atua como defensor.

## Carreira
Bawaka Mabele representou o elenco da Seleção da República Democrática do Congo de Futebol no Campeonato Africano das Nações de 2015.

## Títulos
RDC
- Campeonato Africano das Nações: 2015 - 3º Lugar.